# Garrigues (Hérault)
Pour les articles homonymes, voir Garrigues.
Garrigues est une commune française située dans le  département de l'Hérault, en région Occitanie.
La commune possède un patrimoine naturel remarquable : un site Natura 2000 et deux zones naturelles d'intérêt écologique, faunistique et floristique.

## Géographie

### Description

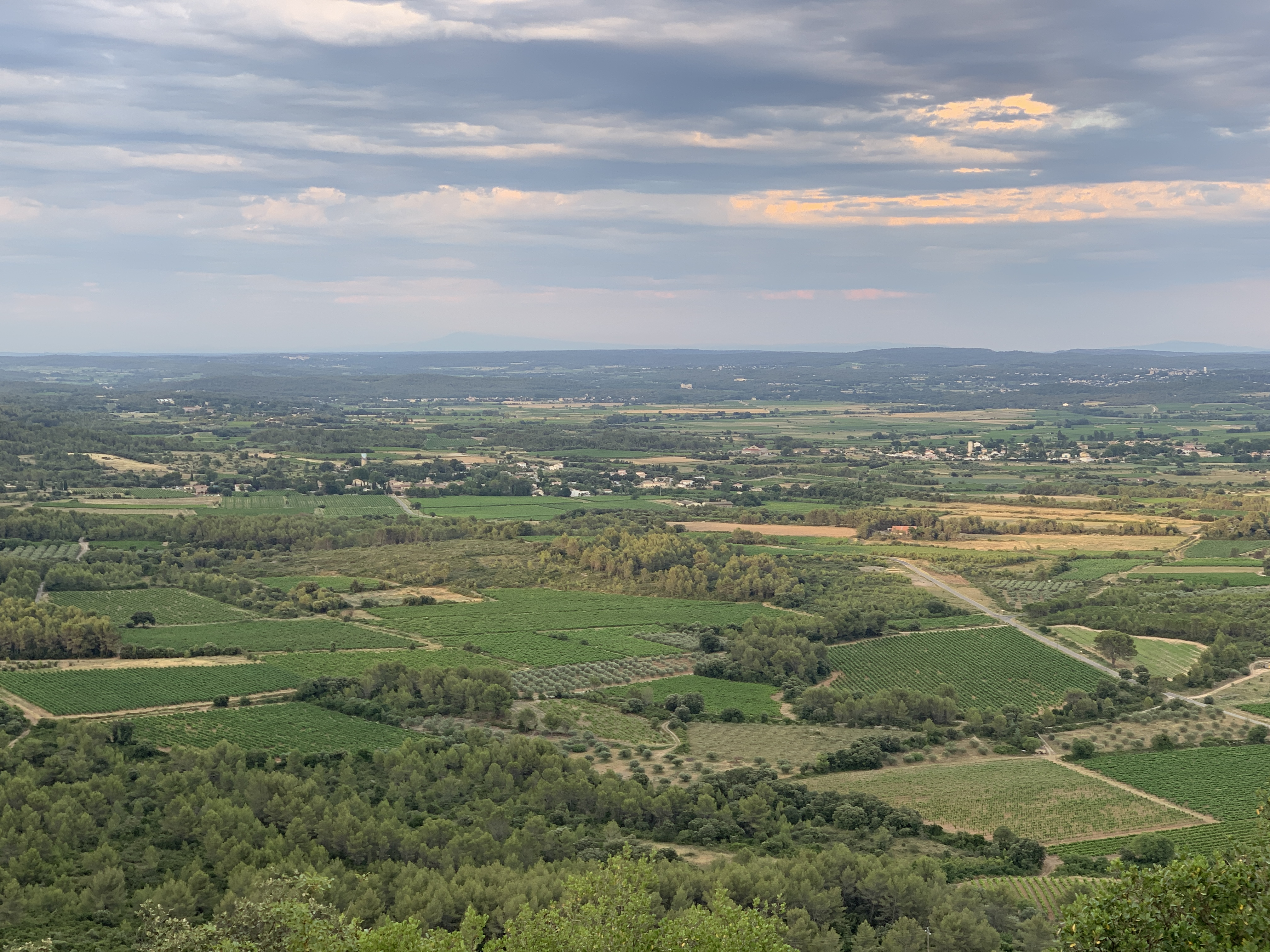
Vuedu village depuis la colline de la Pène.

Garrigues est un village rural du Lunellois dans le nord-est de l'Hérault, limitrophe du Gard et situé à 17 km à vol d'oiseau  au nord-ouest de Lunel, 27 km du littoral de la mer Méditerranée, 23 km au nord-est de Montpellier et 38 km au sud d'Alès. Il est aisément accessible depuis l'ancienne route nationale 110.
La commune fait partie de l'aire d'attraction de Montpellier et de la zone d'emploi de cette ville, ainsi que du bassin de vie de Sommières.

### Communes limitrophes
Les communes limitrophes sont  Aspères, Campagne, Carnas et Galargues.
| Carnas    | Aspères   |          |
|           | Garrigues | Campagne |
| Galargues |           |          |

### Géologie et relief
La superficie de la commune est de 4,92 km2 ; son altitude varie de 58  à   221 mètres.

### Hydrographie

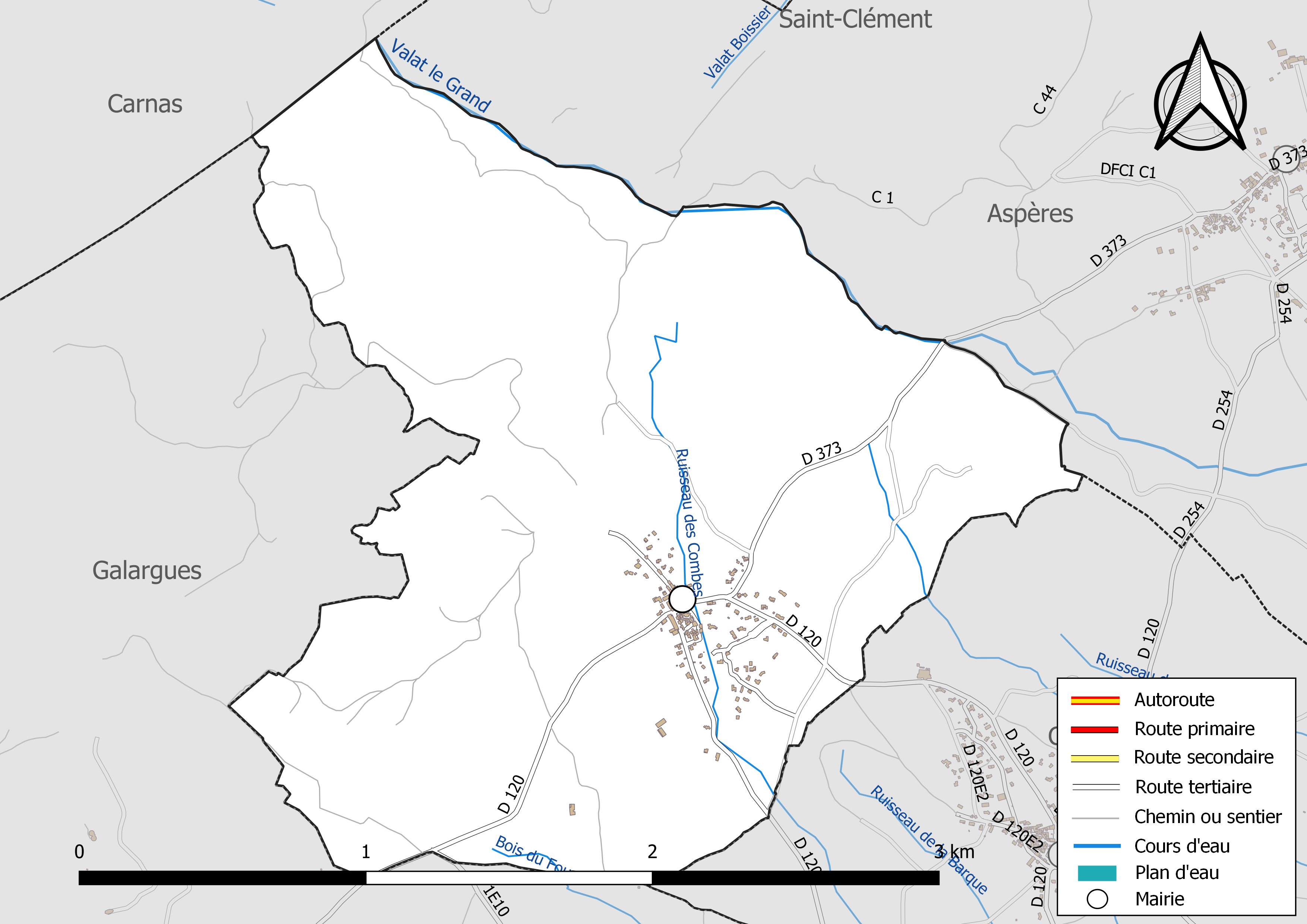
Carte hydrographique de la commune.

Le territoire communal est drainé par plusieurs ruisseaux, dont celui des Combes et celui du Bois du Four, des affluents de la Bénovie, et donc des sous-affluents du fleuve côtier le Vidourle.

### Climat
Pour des articles plus généraux, voir Climat de l'Occitanie et Climat de l'Hérault.
En 2010, le climat de la commune est de type climat méditerranéen franc, selon une étude s'appuyant sur une série de données couvrant la période 1971-2000. En 2020, Météo-France publie une typologie des climats de la France métropolitaine dans laquelle la commune est exposée à un climat méditerranéen et est dans la région climatique Provence, Languedoc-Roussillon, caractérisée par une pluviométrie faible en été, un très bon ensoleillement (2 600 h/an), un été chaud (21,5 °C), un air très sec en été, sec en toutes saisons, des vents forts (fréquence de 40 à 50 % de vents> 5 m/s) et peu de brouillards.
Pour la période 1971-2000, la température annuelle moyenne est de 14,1 °C, avec une amplitude thermique annuelle de 17,1 °C. Le cumul annuel moyen de précipitations est de 812 mm, avec 6,2 jours de précipitations en janvier et 3 jours en juillet. Pour la période 1991-2020, la température moyenne annuelle observée sur la station météorologique la plus proche, située sur la commune de Villevieille à 7 km à vol d'oiseau, est de 14,8 °C et le cumul annuel moyen de précipitations est de 761,1 mm,. Pour l'avenir, les paramètres climatiques de la commune estimés pour 2050 selon différents scénarios d'émission de gaz à effet de serre sont consultables sur un site dédié publié par Météo-France en novembre 2022.

### Milieux naturels et biodiversité

#### Réseau Natura 2000

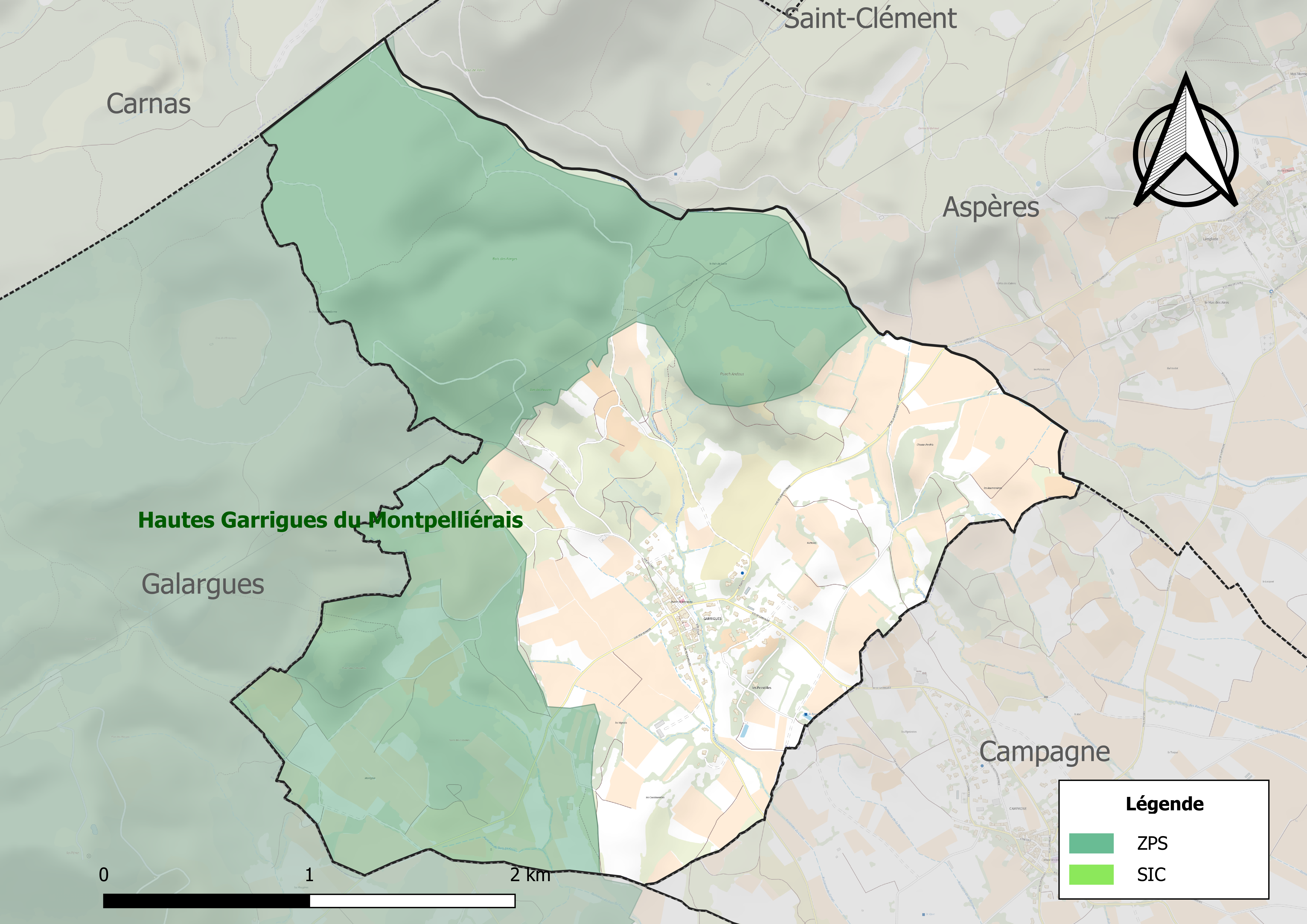
Sites Natura 2000 sur le territoire communal.

Le réseau Natura 2000 est un réseau écologique européen de sites naturels d'intérêt écologique élaboré à partir des directives habitats et oiseaux, constitué de zones spéciales de conservation (ZSC) et de zones de protection spéciale (ZPS).
Un site Natura 2000 a été défini sur la commune au titre de la directive oiseaux : les « hautes garrigues du Montpelliérais », d'une superficie de 45 444 ha, abritant trois couples d'Aigles de Bonelli, soit 30 % des effectifs régionaux.

#### Zones naturelles d'intérêt écologique, faunistique et floristique
L’inventaire des zones naturelles d'intérêt écologique, faunistique et floristique (ZNIEFF) a pour objectif de réaliser une couverture des zones les plus intéressantes sur le plan écologique, essentiellement dans la perspective d’améliorer la connaissance du patrimoine naturel national et de fournir aux différents décideurs un outil d’aide à la prise en compte de l’environnement dans l’aménagement du territoire.
Une ZNIEFF de type 1 est recensée sur la commune :
la « plaine de Campagne » (1 681 ha), couvrant 6 communes dont trois dans le Gard et trois dans l'Hérault et une ZNIEFF de type 2, :
les « plaines et garrigues du Nord Montpelliérais » (13 097 ha), couvrant 25 communes dont six dans le Gard et 19 dans l'Hérault.

Carte des ZNIEFF de type 1 et 2 à Garrigues.
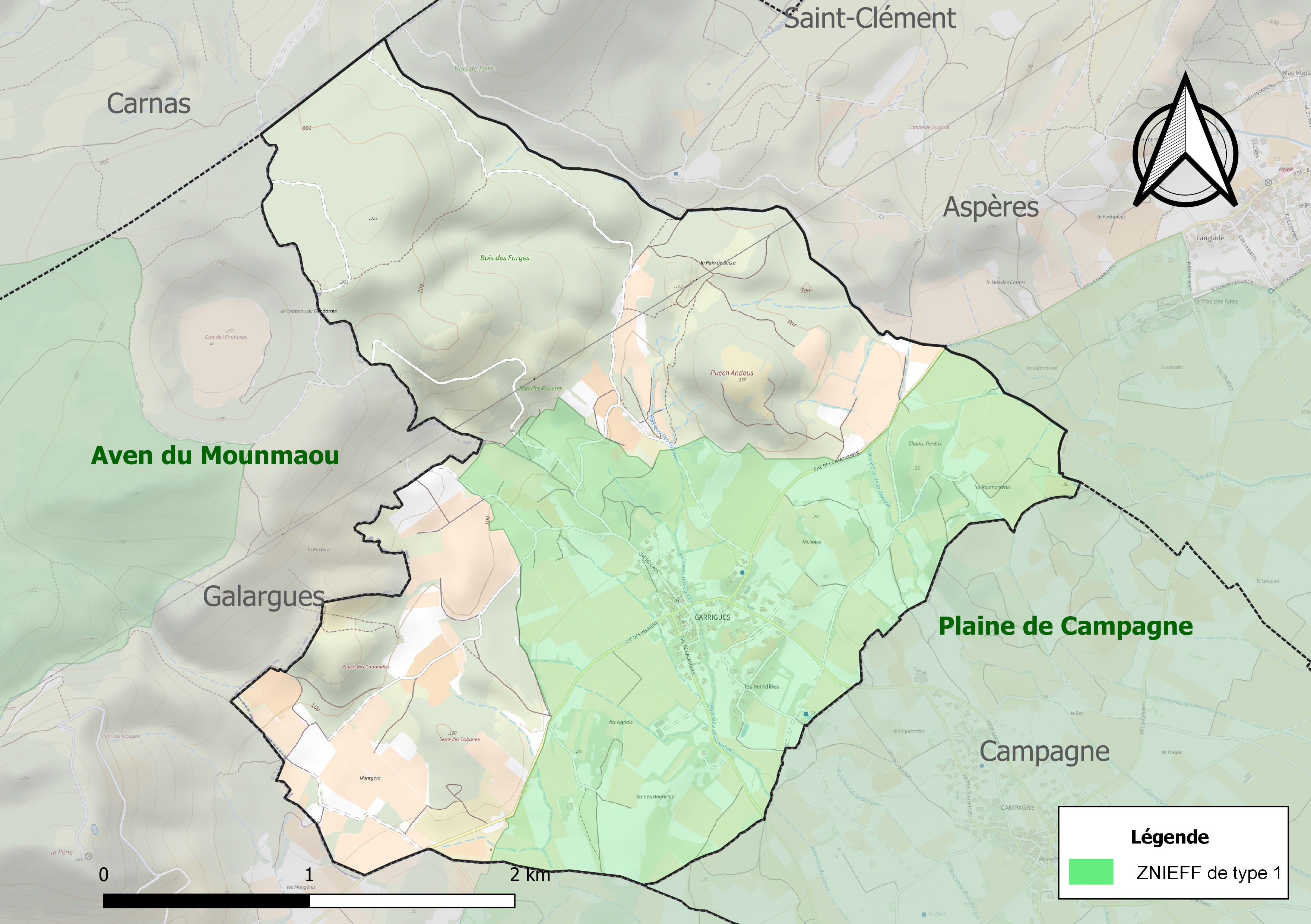
Carte de la ZNIEFF de type 1 sur la commune.
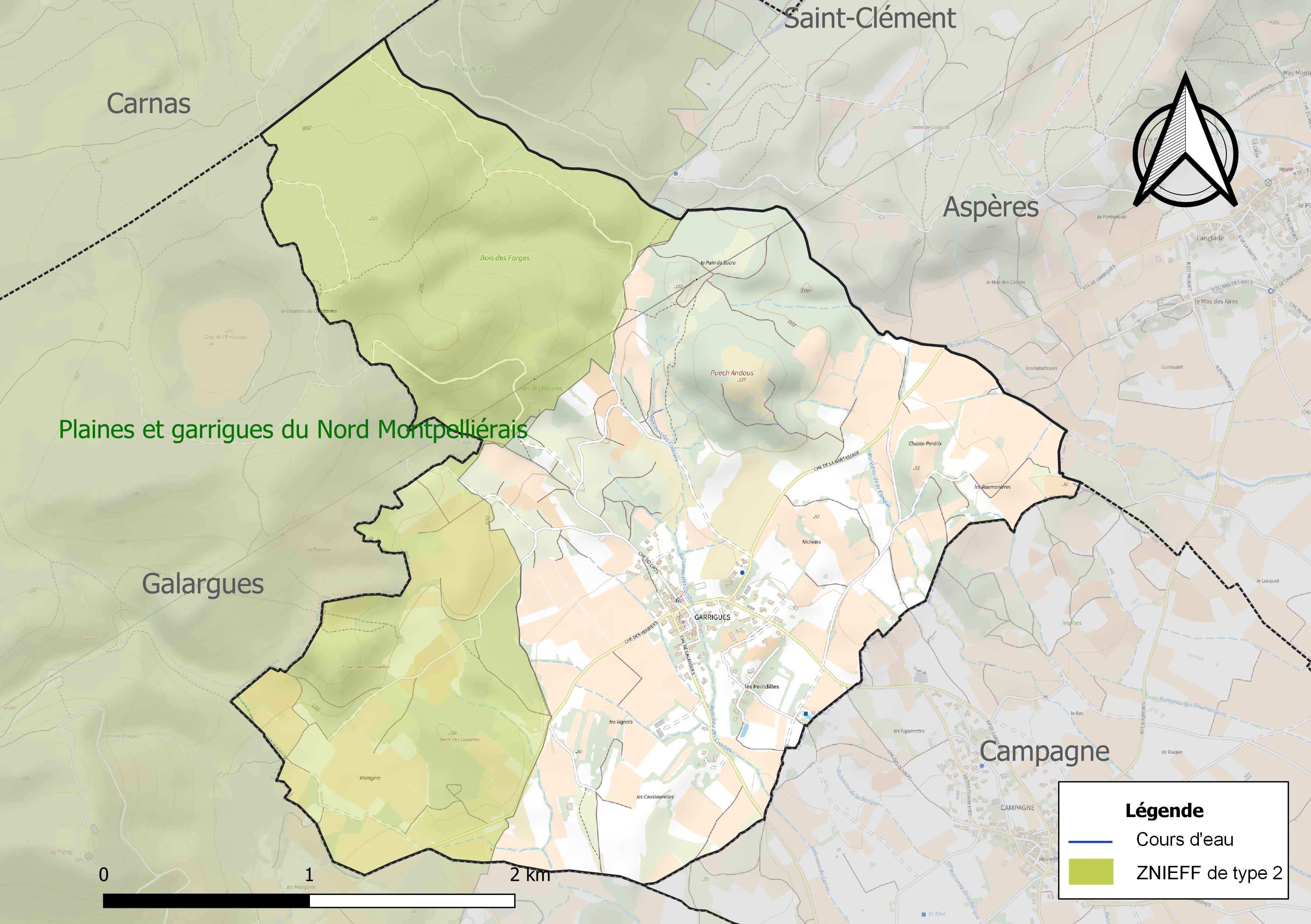
Carte de la ZNIEFF de type 2 sur la commune.

## Urbanisme

### Typologie
Au 1er janvier 2024, Garrigues est catégorisée commune rurale à habitat dispersé, selon la nouvelle grille communale de densité à sept niveaux définie par l'Insee en 2022.
Elle est située hors unité urbaine. Par ailleurs la commune fait partie de l'aire d'attraction de Montpellier, dont elle est une commune de la couronne,. Cette aire, qui regroupe 161 communes, est catégorisée dans les aires de 700 000 habitants ou plus (hors Paris),.

### Occupation des sols

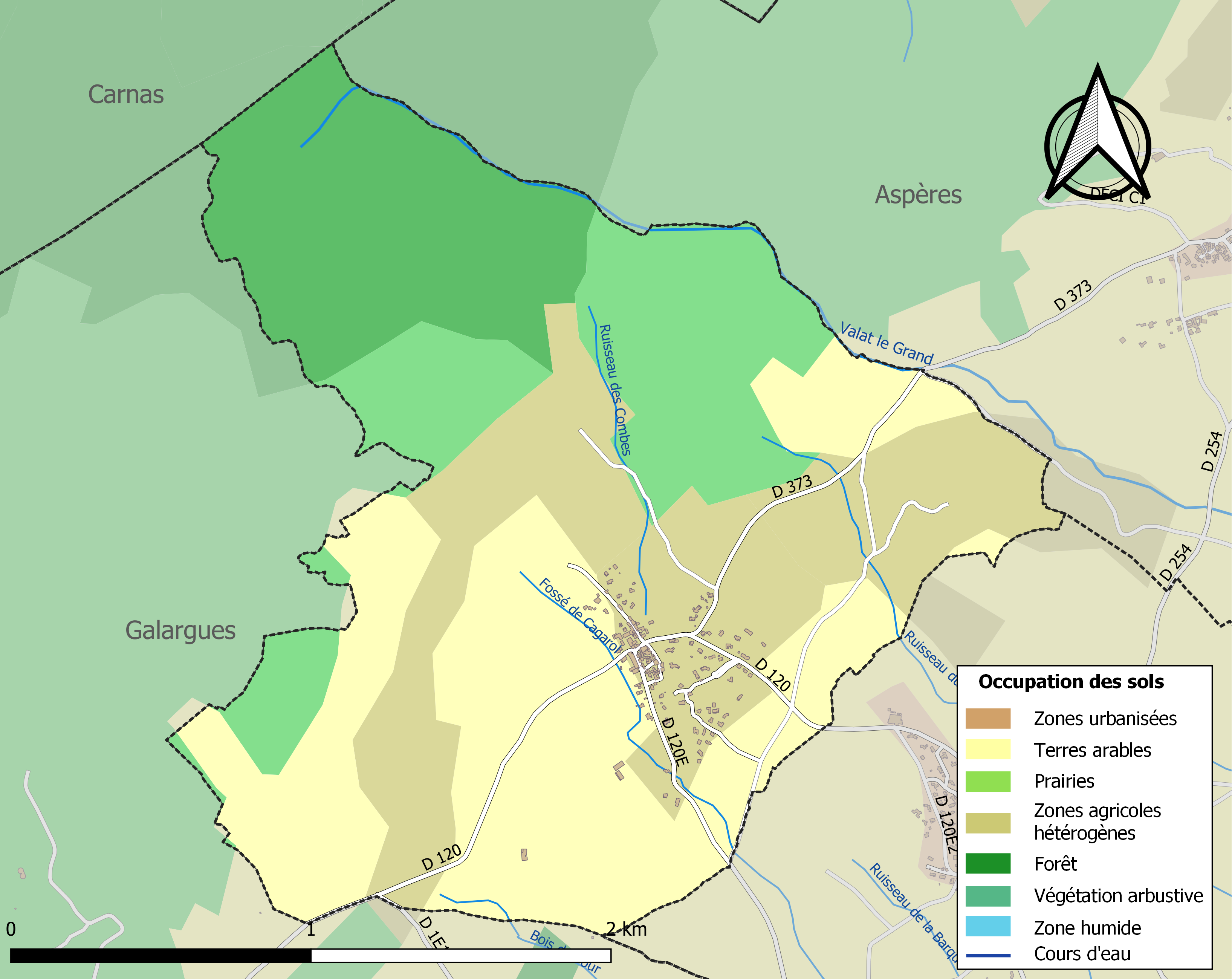
Carte des infrastructures et de l'occupation des sols de la commune en 2018 (CLC).

L'occupation des sols de la commune, telle qu'elle ressort de la base de données européenne d’occupation biophysique des sols Corine Land Cover (CLC), est marquée par l'importance des territoires agricoles (63,5 % en 2018), une proportion sensiblement équivalente à celle de 1990 (63,8 %). La répartition détaillée en 2018 est la suivante :
cultures permanentes (35,1 %), zones agricoles hétérogènes (28,5 %), milieux à végétation arbustive et/ou herbacée (18,9 %), forêts (17,6 %). L'évolution de l’occupation des sols de la commune et de ses infrastructures peut être observée sur les différentes représentations cartographiques du territoire : la carte de Cassini (XVIIIe siècle), la carte d'état-major (1820-1866) et les cartes ou photos aériennes de l'IGN pour la période actuelle (1950 à aujourd'hui).

### Habitat et logement
En 2021, le nombre total de logements dans la commune était de 107, alors qu'il était de 83 en 2016 et de 78 en 2011.
Parmi ces logements, 92,3 % étaient des résidences principales, 4,8 % des résidences secondaires et 2,9 % des logements vacants. Ces logements étaient pour 90,3 % d'entre eux des maisons individuelles et pour 9,7 % des appartements.
Le tableau ci-dessous présente la typologie des logements à Garrigues en 2021 en comparaison avec celle de l'Hérault et de la France entière. Une caractéristique marquante du parc de logements est ainsi la faible proportion des résidences secondaires et logements occasionnels (4,8 %) par rapport au département (17,8 %) et à la France entière (9,7 %).
| Typologie                                               | Garrigues | Hérault | France entière |
| ------------------------------------------------------- | --------- | ------- | -------------- |
| Résidences principales (en %)                           | 92,3      | 75,2    | 82,2           |
| Résidences secondaires et logements occasionnels (en %) | 4,8       | 17,8    | 9,7            |
| Logements vacants (en %)                                | 2,9       | 7       | 8,1            |

### Risques naturels et technologiques
Le territoire de la commune de Garrigues est vulnérable à différents aléas naturels : météorologiques (tempête, orage, neige, grand froid, canicule ou sécheresse), inondations, feux de forêts et séisme (sismicité faible). Un site publié par le BRGM permet d'évaluer simplement et rapidement les risques d'un bien localisé soit par son adresse soit par le numéro de sa parcelle.
Certaines parties du territoire communal sont susceptibles d’être affectées par le risque d’inondation par débordement de cours d'eau, notamment La commune a été reconnue en état de catastrophe naturelle au titre des dommages causés par les inondations et coulées de boue survenues en 1982, 1992, 2001, 2002 et 2014,.
Garrigues est exposée au risque de feu de forêt. Un plan départemental de protection des forêts contre les incendies (PDPFCI) a été approuvé en juin 2013 et court jusqu'en 2022, où il doit être renouvelé. Les mesures individuelles de prévention contre les incendies sont précisées par deux arrêtés préfectoraux et s’appliquent dans les zones exposées aux incendies de forêt et à moins de 200 mètres de celles-ci. L’arrêté du 25 avril 2002 réglemente l'emploi du feu en interdisant notamment d’apporter du feu, de fumer et de jeter des mégots de cigarette dans les espaces sensibles et sur les voies qui les traversent sous peine de sanctions. L'arrêté du 11 mars 2013 rend le débroussaillement obligatoire, incombant au propriétaire ou ayant droit,.

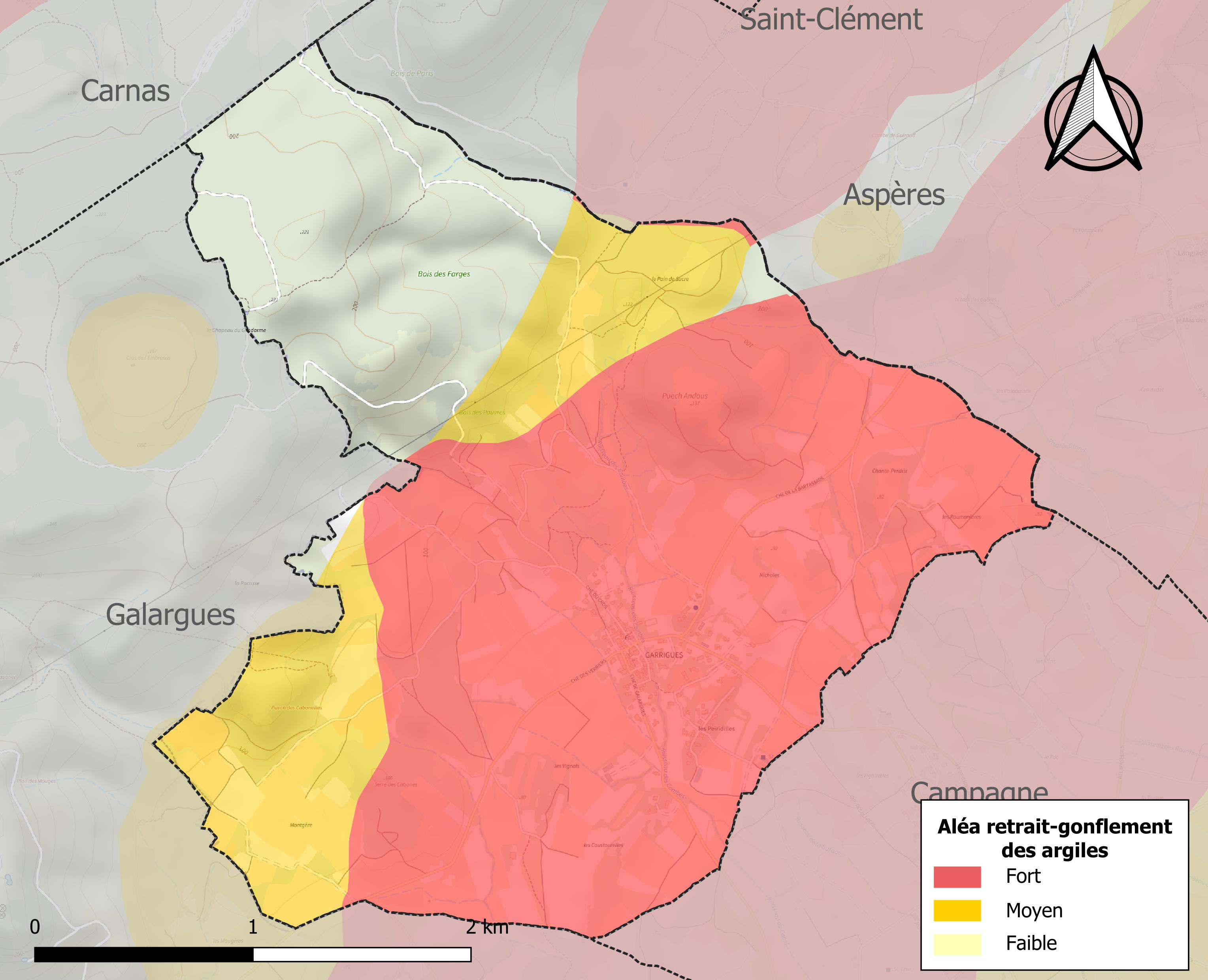
Carte des zones d'aléa retrait-gonflement des sols argileux de Garrigues.

Le retrait-gonflement des sols argileux est susceptible d'engendrer des dommages importants aux bâtiments en cas d’alternance de périodes de sécheresse et de pluie. 78,4 % de la superficie communale est en aléa moyen ou fort (59,3 % au niveau départemental et 48,5 % au niveau national). Sur les 83 bâtiments dénombrés sur la commune en 2019, 83 sont en aléa moyen ou fort, soit 100 %, à comparer aux 85 % au niveau départemental et 54 % au niveau national. Une cartographie de l'exposition du territoire national au retrait gonflement des sols argileux est disponible sur le site du BRGM,.
Par ailleurs, afin de mieux appréhender le risque d’affaissement de terrain, l'inventaire national des cavités souterraines permet de localiser celles situées sur la commune.

## Histoire

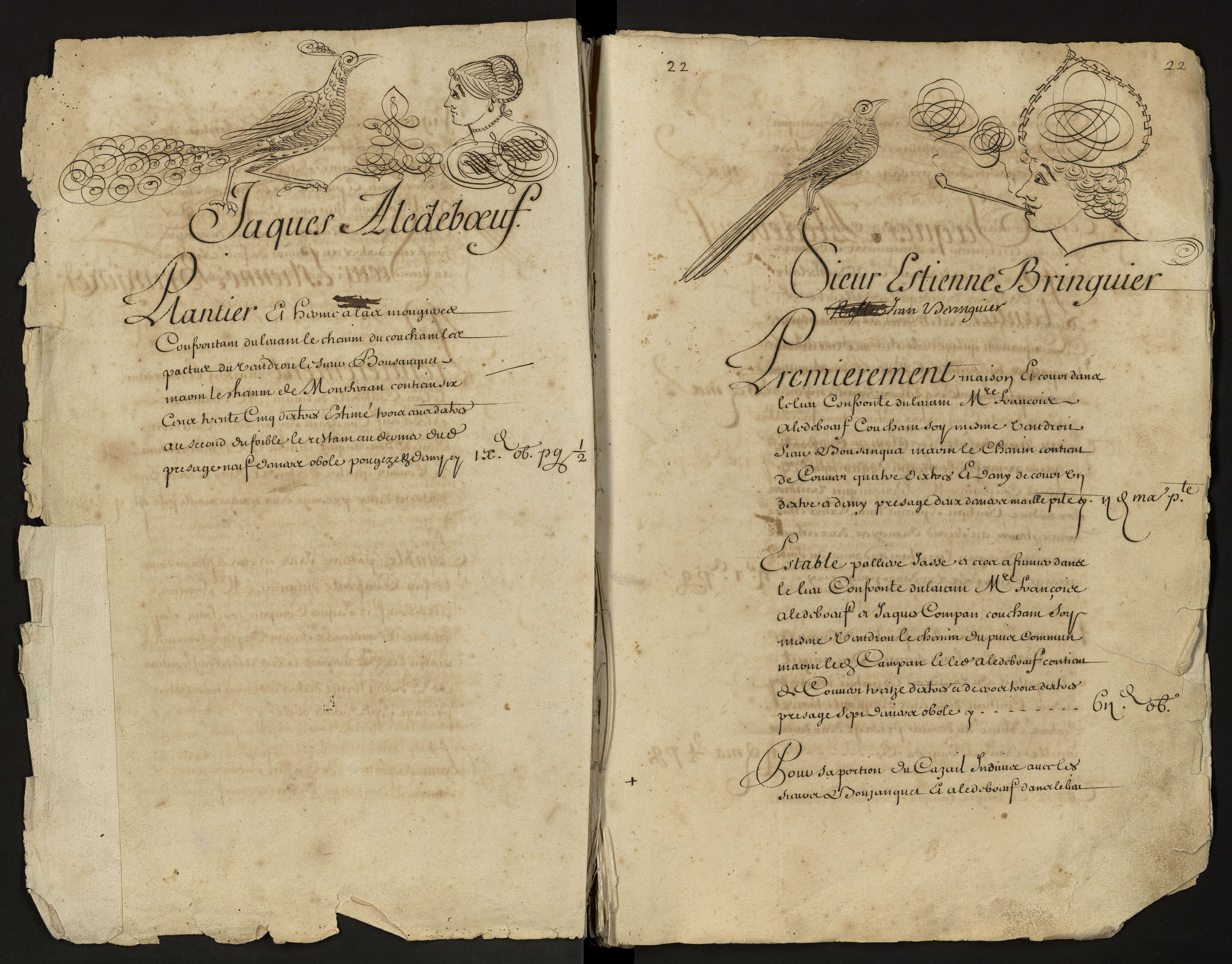
Extrait de l'usuel du compoix (1683)

## Politique et administration

### Rattachements administratifs et électoraux

#### Rattachements administratifs
La commune se trouve dans l'arrondissement de Montpellier du département de l'Hérault.
Elle faisait partie depuis 1801 du canton de Claret. Dans le cadre du redécoupage cantonal de 2014 en France, cette circonscription administrative territoriale a disparu, et le canton n'est plus qu'une circonscription électorale.

#### Rattachements électoraux
Pour les élections départementales, la commune fait partie depuis 2014 du canton de Lunel
Pour l'élection des députés, elle fait partie de la troisième circonscription de l'Hérault.

### Intercommunalité
Garrigues était membre de la petite communauté de communes Ceps et Sylves, un établissement public de coopération intercommunale (EPCI) à fiscalité propre créé fin 1996 et auquel la commune avait transféré un certain nombre de ses compétences, dans les conditions déterminées par le code général des collectivités territoriales.
Dans le cadre des prescriptions de la loi de réforme des collectivités territoriales du 16 décembre 2010, qui a prévu le renforcement et la simplification des intercommunalités et la constitution de structures intercommunales de grande taille, cette intercommunalité a été dissoute, et certaines de ses communes, dont Garrigues, ont rejoint le 1er janvier 2013, la communauté de communes du Pays de Lunel.

### Liste des maires
| Période                                  | Période                       | Identité             | Étiquette | Qualité                                                     |
| ---------------------------------------- | ----------------------------- | -------------------- | --------- | ----------------------------------------------------------- |
| Les données manquantes sont à compléter. |                               |                      |           |                                                             |
| 1947                                     | 1953                          | Armand Richard       |           |                                                             |
| 1953                                     | 1959                          | Raoul Rouvière       |           |                                                             |
| 1959                                     | 1977                          | Georges Calmels      |           |                                                             |
| 1977                                     | 1983                          | Bernard Courtabessis |           |                                                             |
| 1983                                     | mars 2001                     | Gérard Rouvière      |           |                                                             |
| mars 2001                                | juillet 2022                  | Laurent Ricard       | SE        | Manipulateur en radiologie Mort en fonction                 |
| juillet 2022                             | En cours (au 17 janvier 2023) | Patrick Mary         | SE        | Retraité Vice-président de la CC du Pays de Lunel (2023 → ) |

## Population et société
Les habitants sont appelés les Garriguois ou Garriguoises.

### Démographie
L'évolution du nombre d'habitants est connue à travers les recensements de la population effectués dans la commune depuis 1793. Pour les communes de moins de 10 000 habitants, une enquête de recensement portant sur toute la population est réalisée tous les cinq ans, les populations de référence des années intermédiaires étant quant à elles estimées par interpolation ou extrapolation. Pour la commune, le premier recensement exhaustif entrant dans le cadre du nouveau dispositif a été réalisé en 2005.

En 2022, la commune comptait 232 habitants, en évolution de +33,33 % par rapport à 2016 (Hérault : +7,49 %, France hors Mayotte : +2,11 %).
| 1793 | 1800 | 1806 | 1821 | 1831 | 1836 | 1841 | 1846 | 1851 |
| ---- | ---- | ---- | ---- | ---- | ---- | ---- | ---- | ---- |
| 123  | 113  | 112  | 123  | 120  | 117  | 101  | 121  | 122  |

| 1856 | 1861 | 1866 | 1872 | 1876 | 1881 | 1886 | 1891 | 1896 |
| ---- | ---- | ---- | ---- | ---- | ---- | ---- | ---- | ---- |
| 133  | 129  | 118  | 122  | 110  | 103  | 139  | 110  | 111  |

| 1901 | 1906 | 1911 | 1921 | 1926 | 1931 | 1936 | 1946 | 1954 |
| ---- | ---- | ---- | ---- | ---- | ---- | ---- | ---- | ---- |
| 112  | 94   | 102  | 129  | 131  | 121  | 112  | 81   | 105  |

| 1962 | 1968 | 1975 | 1982 | 1990 | 1999 | 2005 | 2006 | 2010 |
| ---- | ---- | ---- | ---- | ---- | ---- | ---- | ---- | ---- |
| 98   | 99   | 82   | 88   | 80   | 127  | 153  | 149  | 167  |

| 2015 | 2020 | 2022 | - | - | - | - | - | - |
| ---- | ---- | ---- | - | - | - | - | - | - |
| 174  | 222  | 232  | - | - | - | - | - | - |

Garrigues est une commune rurale qui a connu une forte hausse de la population depuis 1975.

## Culture locale et patrimoine

### Lieux et monuments
- Église Saint-Barthélémy de Garrigues

L'église Saint-Barthélémy
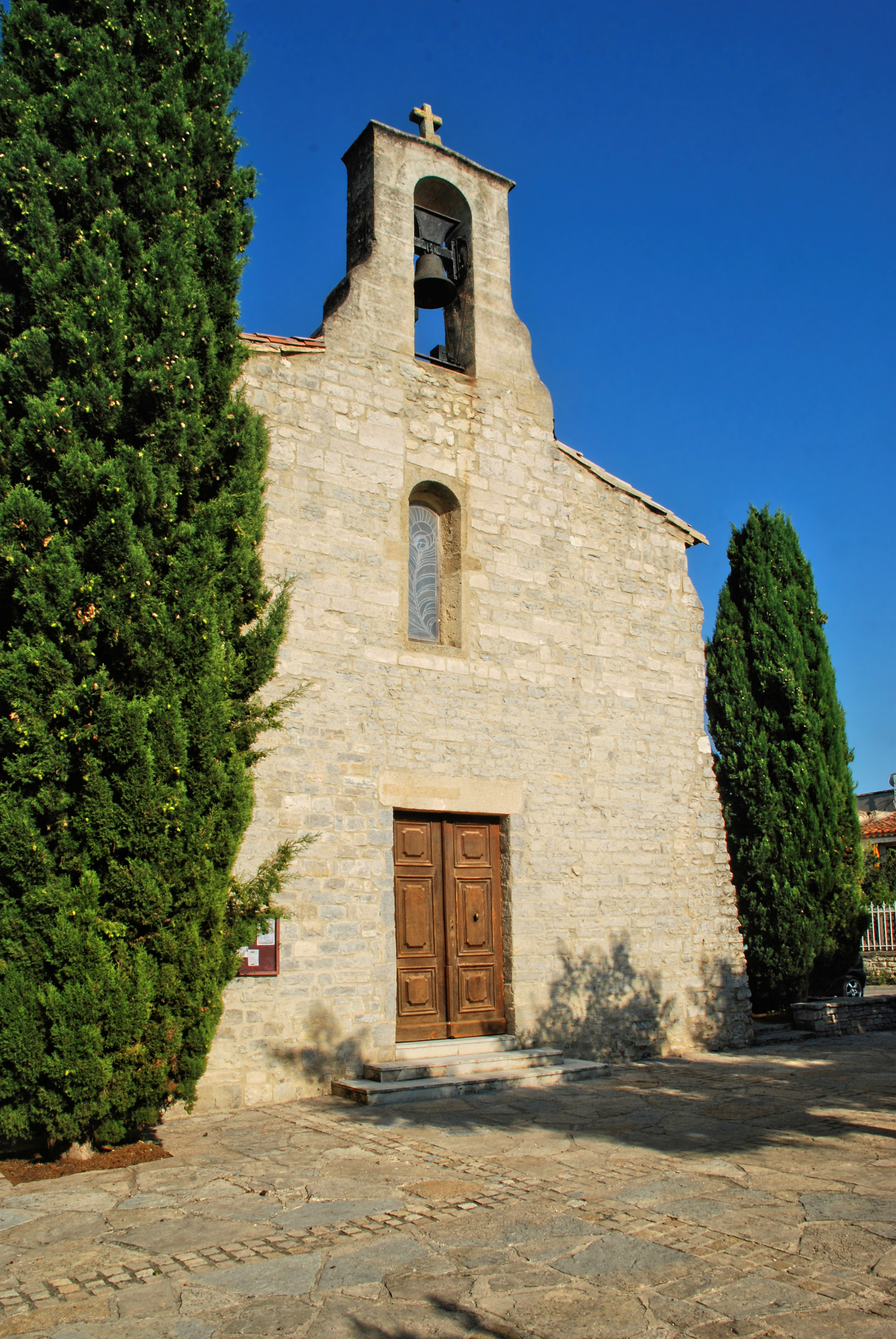
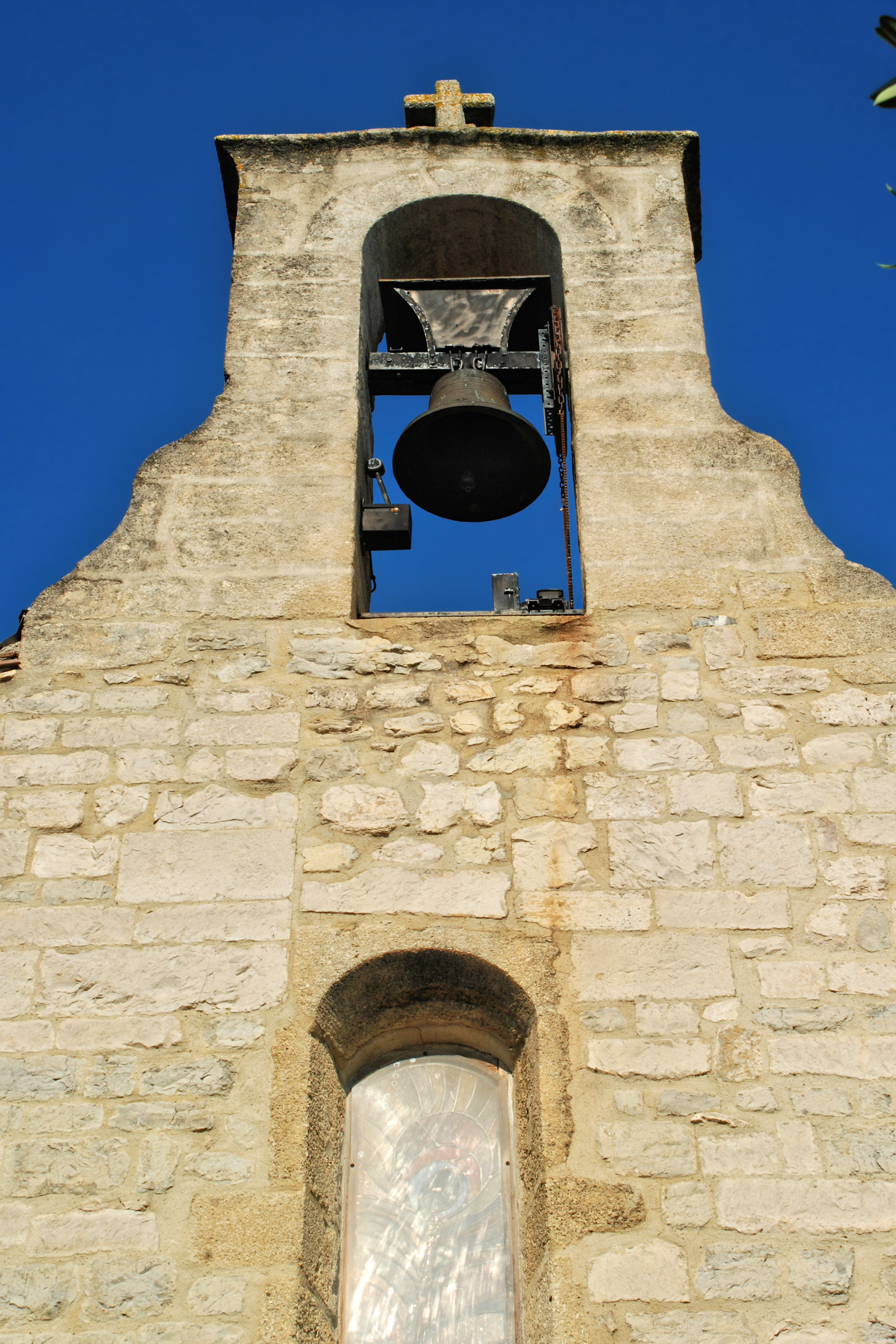
Le clocher-mur de l'église...
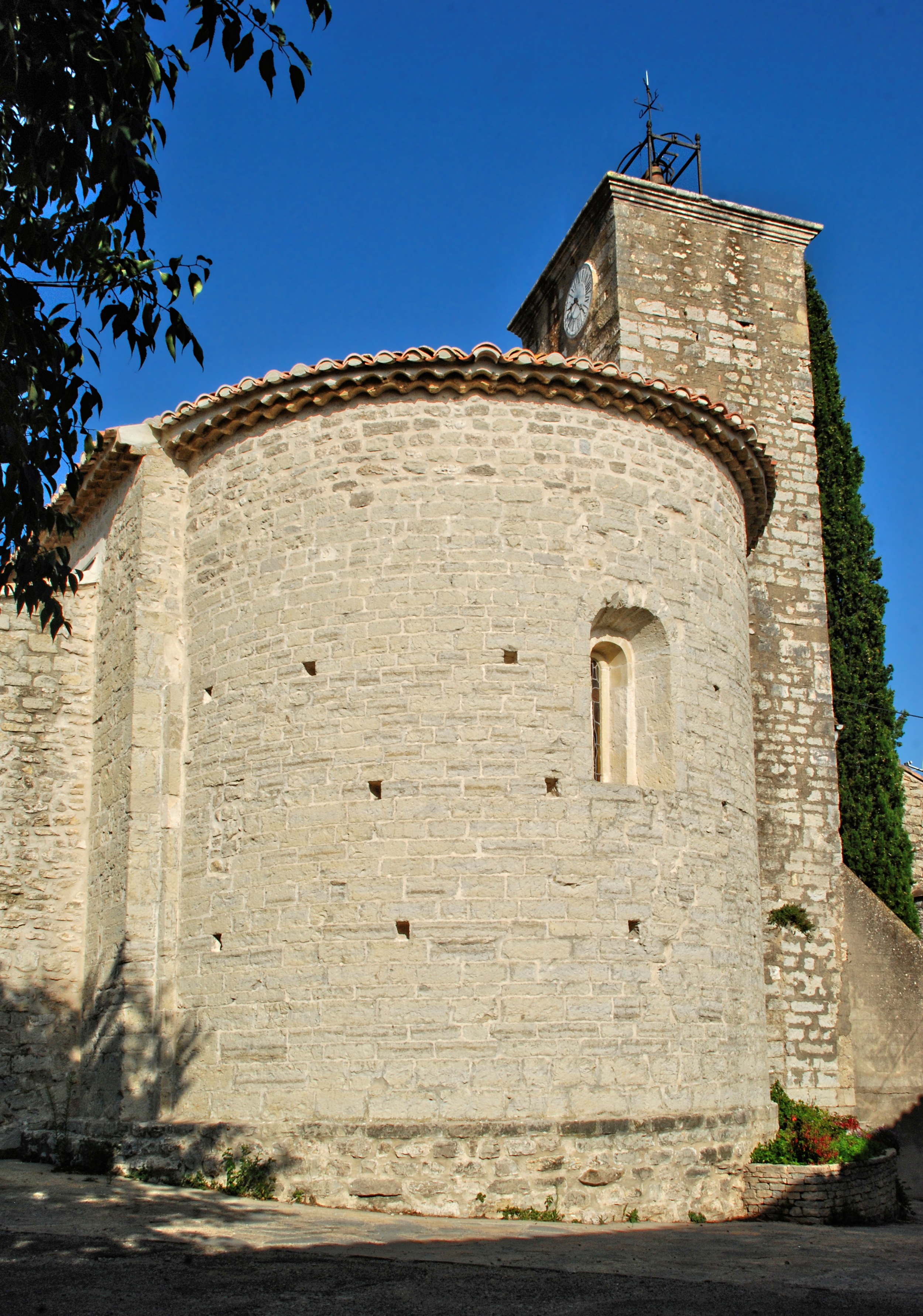
... et son chevet.
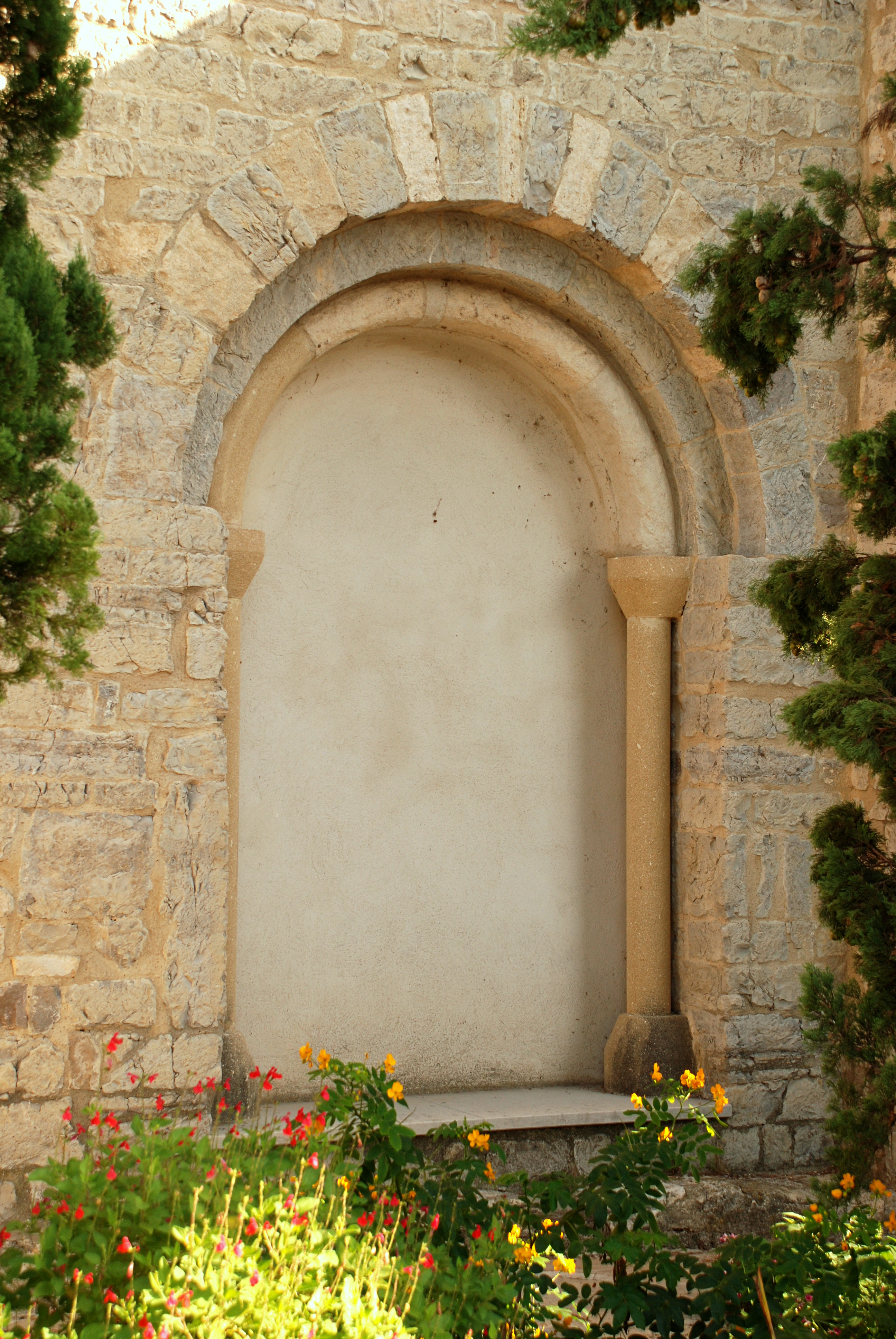

Autres éléments du patrimoine
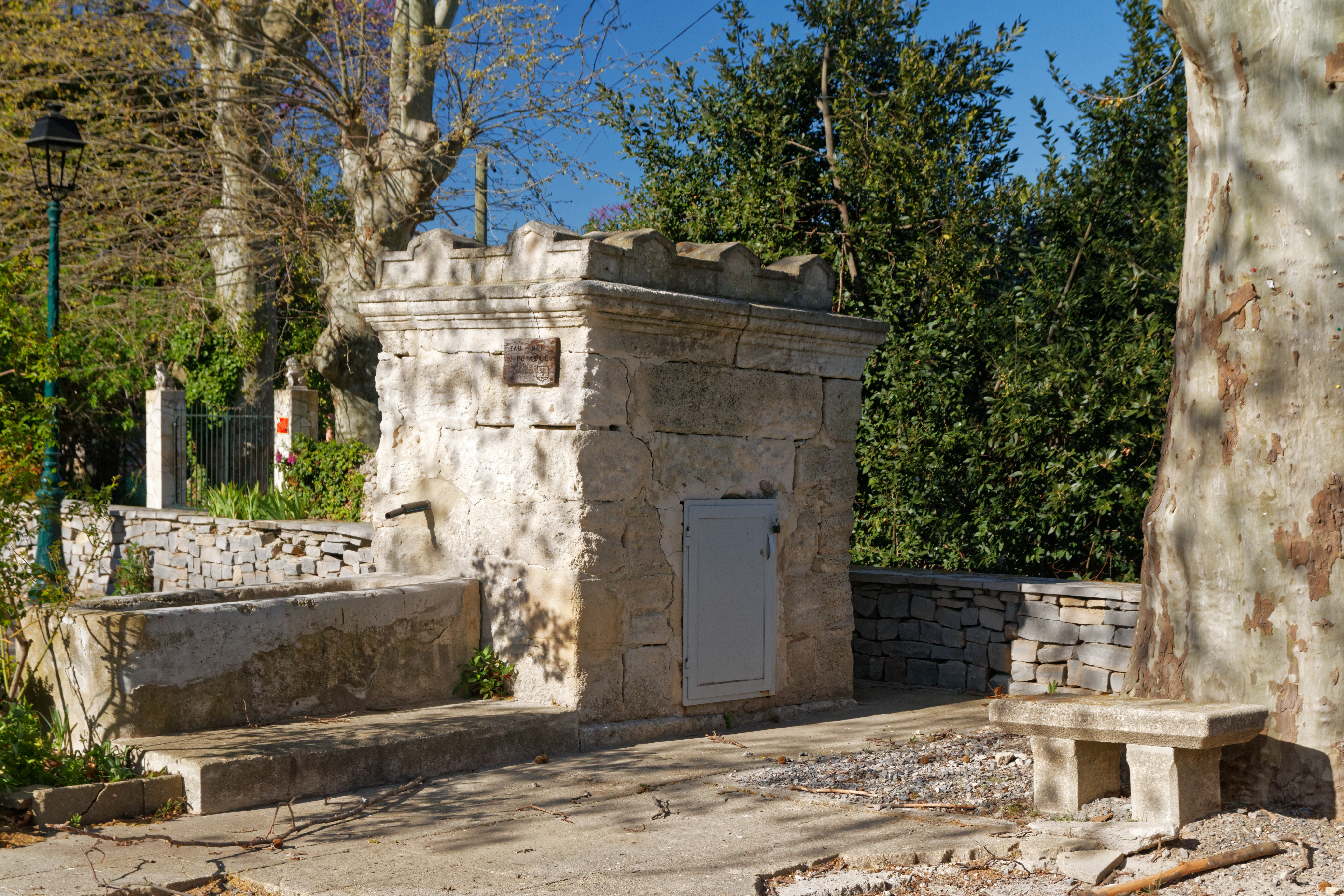
Ancien abreuvoir en bordure du plan de la Mairie.
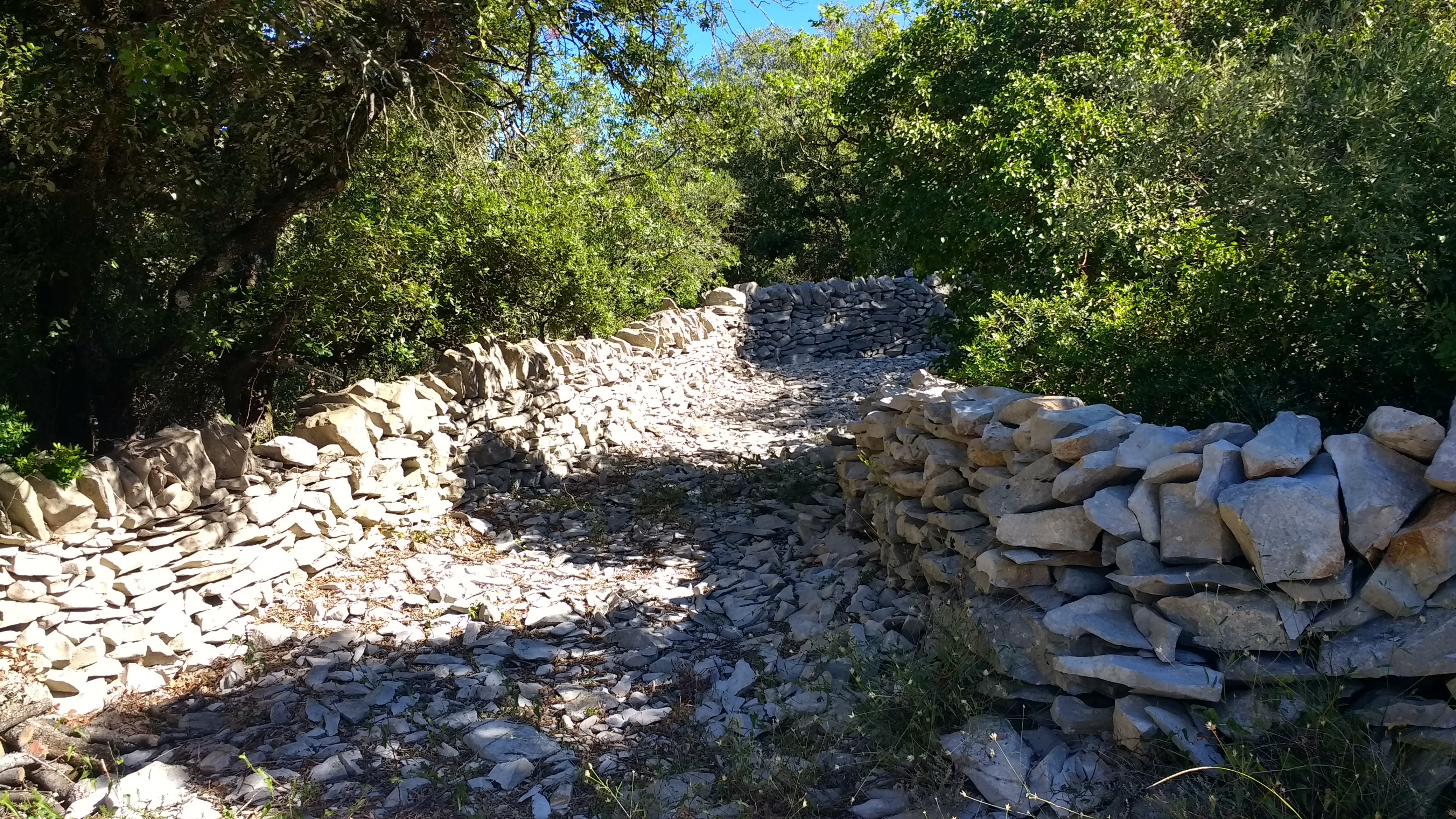
Chemin en garrigue, bordé de murs de pierres à Claret.

### Héraldique
| Blason de Garrigues | Blason  | D'or au chêne de sinople fûté de sable et terrassé de gueules, au chef d'azur chargé de trois monts de trois coupeaux isolés d'argent. |
| Blason de Garrigues | Détails | Création Jean-Louis Richard, 1992. |

## Pour approfondir

### Fonds d'archives
- Fonds : Archives communales de Garrigues (1627-1916) [0,60 ml].  Cote : 112 EDT. Montpellier : Archives départementales de l'Hérault (présentation en ligne).